# Paraphidippus nigropilosus
Paraphidippus nigropilosus là một loài nhện trong họ Salticidae.
Loài này thuộc chi Paraphidippus. Paraphidippus nigropilosus được Richard C. Banks miêu tả năm 1898.